# Кальє-Пресіадос

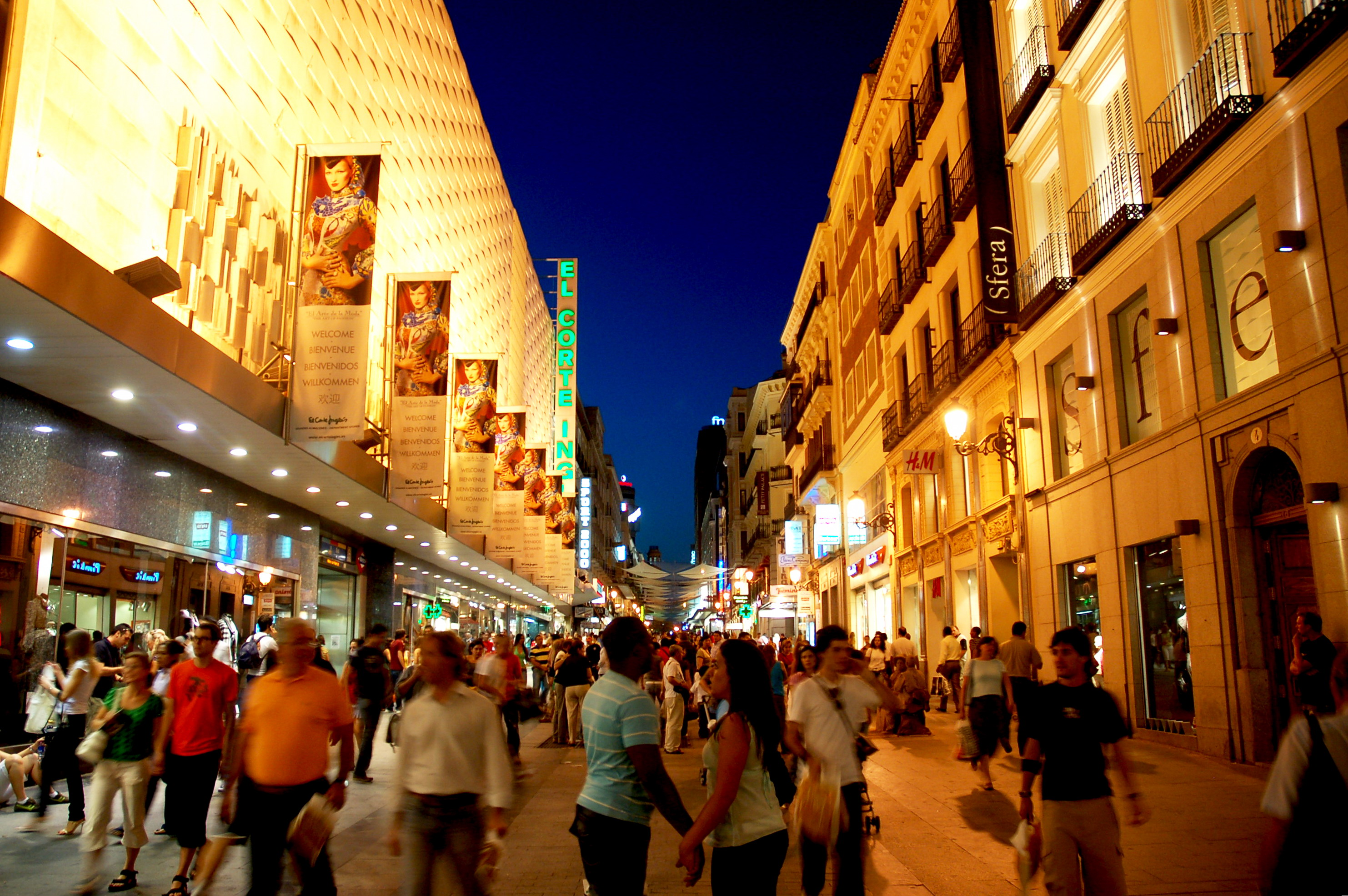
Кальє-Пресіадос (Мадрид)

40°25′01″ пн. ш. 3°42′13″ зх. д. / 40.41694° пн. ш. 3.70361° зх. д.
Кальє-Пресіадос (ісп. Calle de Preciados) — одна з центральних вулиць Мадрида, важливий торговий пасаж міста, одна з найдорожчих вулиць світу (у 2006 — 12-й рейтинг, у 2007 — 13-й). Бере початок із північної сторони площі Пуерта дель Соль і закінчується на Пласа де Санто Домінго. На цій вулиці розташовані гігантські торгові центри — Ель Корте Інґлес і Fnac.

## Історія
Це була одна з перших вулиць Мадрида, яка разом з сусідньою вулицею Кальє дель Кармен в сімдесяті роки стала пішохідною. Вона названа на честь двох братів на прізвище Пресіадо, за професією інспекторів мір і вагів на ринках, які, придбавши землю у монахів, відкрили на цій вулиці офіс з обладнанням для більш точного вимірювання показників ваги солі, маргарину, воску, яловичини тощо. У 1943 році підприємець Pepín Fernández почав свій бізнес на вулиці, відкривши торговельний центр Галерея Пресіадос (за назвою вулиці). В 1995 цей центр був придбаний власниками El Corte Inglés.

## Сучасність
Ця вулиця цілорічно притягує туристів великою кількістю магазинів, виступами музикантів, фольклорних ансамблів.